# Illice juanita
Illice juanita är en fjärilsart som beskrevs av Bao-kun Zhang och Benj. 1925. Illice juanita ingår i släktet Illice och familjen björnspinnare. Inga underarter finns listade i Catalogue of Life.